# Castel Capuano
El Castel Capuano és un castell d'origen normand situat al final de l'actual Via dei Tribunali i és seu de la secció civil del tribunal de Nàpols, Itàlia. Deu el seu nom al fet d'estar ubicat prop de la Porta Capuana, que troba en el camí que conduïa a l'antiga Càpua.

## Història
Va ser construït per ordre de Guillem I de Sicília, primer rei del Regne de Nàpols fundat pels normands.
Quan el Sacre Imperi Romanogermànic va conquerir el regne, la capital passà a ser Palerm, la qual cosa en provocà el seu deteriorament per l'abandó. Quan la Corona d'Aragó conquista el sud d'Itàlia, Nàpols torna a ser la capital i comença la remodelació de l'edifici. Durant 500 anys el castell s'utilitzà com a seu dels tribunals; avui dia la seua arquitectura contrasta amb la dels gratacels del Centro Direzionale.
Està molt a prop del Castel dell'Ovo (Castell de l'Ou) que és part integrant del paisatge del golf de Nàpols. 